# Царство Инка
Царство Инка је највеће царство у претколумбовској Америци. Настало је у 14. веку. Током 15. века, Инке су се прошириле дуж планине Анда. Административни, политички и војни центар је био Куско. Настао је на висоравнима Перуа око 1200. године. Од 1438. до 1533. године Инке су користиле освајања и мирољубиву асимилацију ширећи своје царство на велике делове западне Јужне Америке. У саставу царства су били делови Еквадора, Перуа, Боливије, Аргентине и Чилеа.
Атавалпа је био последњи цар Инка. Убио га је 1533. године конкистадор Франсиско Пизаро означавајући тиме почетак шпанске владавине. Током шпанске управе отворен је највећи рудник сребра на свету Потоси у коме су Инке радиле као робови. Под тешким условима, умирали би већ за годину или две рада у руднику.
Привреда је била базирана на колективном власништву земље и добро решеном наводњавању. Постојала су добро решена велика складишта хране, која су омогућавала напредак царства и у доба лоше жетве. Мрежа путева је била веома раширена, што је омогућавало лак транспорт робе и хране. Архитектура, уметност и обрада метала били су високо развијени. Постојала је изузетно напредна медицина са развијеном хирургијом лобање.

## Етимологија
Инке су за сву државу користе назив Tawantinsuyu, „четири suyu”. На кечуа језику, tawa је четири а -ntin је суфикс који именују групу, тако да је tawantin квартет, група од четири састављене ствари, у овом случају четири suyu („регије” или „покрајине”) чији се углови састављају у престоници. Четири suyu су биле: Чинчајсују (север), Антисују (исток; Амазонија), Куласују (југ) и Кунтисују (запад). Према томе, Tawantinsuyu био је описни израз који указује на савез покрајина. Шпанска транслитерација назива је Tahuatinsuyo или Tahuatinsuyu.
Израз Инка значи „владар” или „господар” на кечуа језику, а користио се за означавање владајуће класе или владајуће породице. Инке су чиниле врло мали постотак укупног броја становништва, вјероватно су бројали само 15.000 до 40.000, а владали су популацијом од 10 милиона људи. Шпанци су усвојили израз као етнички који се односе на све субјекте царства, а не само на владајућу класу. Као такав, Царство Инка односи се на народ са којим су се сусрели и који су потом освојили.

## Историја

### Легендарно порекло Инка
Постоје две легенде о пореклу Инка које се преплићу са историјским подацима.
Прва легенда каже да су једном из пећине, која се налази тридесетак километара од града Куско (Cuzco) изашла четири брата: Ајар Качи (Ayar Kachi), Ајар Учу (Ayar Uchu), Ајар Авка (Ayar Awka) и Ајар Манко (Ayar Manko) који се назива и Манко Капак (Kapaq). Они нису имали родитеље, а ни стално место боравка, па су се често селили између Тампукира (Tampukir), Паљате (Pallata) и Хајскисра (Hayskisro).
Ајар Качи се вратио у пећину из које су изашли да би се у њој преобразио у ваку (waka, месно божанство). Остала браћа су наставила да лутају, и када су стигли на врх планине Ванакаври (Wanakawri) Ајар Учу и Ајар Авка су се скаменили, а Манко Капак је одатле бацио златни штап којим је желео да одреди место где ће подићи град — престоницу Инка и тиме означио крај свог лутања. Он је са својом сестром-супругом Мамом Окљо (Mama Oqllo) ујединио околна племена која су живела у варварству под својом влашћу. Инке су после величале Манка Капака као праоца свог племена и оснивача царства, али и као јунака који је цивилизовао читаво човечанство.
Друга легенда каже да је бог Инти наредио својој деци, Манку Капаку и Мами Окљо, да крену са језера Титикака (шп. Titicaca ) на север да посећују племена из тих области. Дао им је златни штап и рекао да га баце и где се он забоде, ту да подигну главни град. Пророчанство је испуњено у области Куска, где су се помешали са племенима која су ту већ била и заједно основали град и читаву цивилизацију Инка.

### Успон Инка
Према истраживачима царство Инка настало је у 14. веку, док је свој врхунац доживело у 15. веку. Царством је владало 13 царева, а са деветим царем Паћакутијем започиње права историја Инка. Он је био велики владар и велики ратник који је основао царство звано Тауантинсујо (краљевсто четири стране света). Поставио је темеље политици, урбанистички је преуређивао градове, градио храмове и разна друга здања. Упоредо с њим, на другом крају царства освајао је Капа Јупанки. Пре него што је успео да свргне са власти Паћакутија, овај је наредио његово убиство. Међутим, Капа Јупанки је свог сина оспособио за владање и освајање, па је тако Тупа Јупанки током XV века проширио границе царства, тако да је царство обухватало територије данашње Колумбије, Еквадора, Перуа, дела Боливије, Аргентине, све до реке Мауле у Чилеу, и од обале Пацифика до прашума Амазоније. Паћакути је власт предао њему, а не свом сину Амаруу. Тупу Јупанкија је наследио син, Хуајн Капак. Време владавине Хуајна Капака означава се као почетак опадања моћи Инка.

### Пад Инка
Двојица краљева, два брата су се спорила око власти, Уаскар (умро 1532) и Атавалпа (1500—1533). Власт је преузео Атавалпа који се крунисао за цара, чиме је започео грађански рат који се завршио 1532. године када је убијен Уаскар. Те године, Франсиско Писаро (шп. Francisco Pizzaro) је осудио цара Атавалпа на смрт, чиме је изгубљено царство Инка.

## Државно уређење
Порекло власти може се објаснити митом о Манку Капаку. Његов лик је послужио као узор свим владарима. Будући да Манко Капак није имао ни мајку ни оца, цар се представљао као „сироче и сиромах“. Не признајући да има родитеље, цар је себе искључивао из наследства на које је могао да полаже право. Да би створио своје властито имање, цар је земљу свог оца и оне који су је обрађивали препуштао својим рођацима. Желећи да обезбеде благонаклоност неког од суседних курака, владари Инка су за главне супруге бирали њихове кћери. У позније време у праксу је ушао царски инцест. Цар би се женио једном од својих сестара, која је постајала његова главна супруга или која (cоya). Тим браком цар је порицао своје порекло зарад свог положаја на власти. Царску власт могао је да врши само онај кога би државни достојанственици оценили као најспособнијег. Власт се освајала, није се наслеђивала. Завршетак сваке владавине био је уједно и почетак периода анархије. Синови преминулог цара, његова браћа, нећаци и сви они који су имали права на положај у власти ступали су у међусобну борбу оспоравајући један другом то право. Власт се није преносила путем институционализованих процедура, већ се узимала силом. Сваки наредни цар би стање хаоса, изазвано борбом за власт, враћао у уређени свет. На тај начин се са сваким новим царем поново рађало Царство. Недостатак у политичком систему Инка управо се огледао у непостојању династичког принципа којим би се уређивао редослед наслеђивања. Неке цареве смрти су извесно време држане у тајности да би упражњени престо остао ограничен на околину и да би умањили штетне последице. Међутим, ни та мера није била довољна да потпуно спречи побуну племенских заједница, која је избијала након сваког окончања нечије владавине. Неки цареви су изражавали жељу да им наследник буде неки од њихових синова мислећи да он као царев изабраник треба бити прихваћен и од околине, што је ретко имало жељени исход. Цару је претила опасност и од војне побуне. Он је претендовао да на чело војске постави неког од својих синова или рођака како би отклонио претње. Сви који су успевали да врше контролу над војском давали су јој и сакралну основу, чинећи је на тај начин и легитимном. Званично проглашење цара вршио је велики свештеник. Цар је постајао Син Сунца и бивао посредник између овог и оног света. Његов циљ био је да се обезбеди материјално и морално благостање људи.
Пре него што би донео било какву значајну одлуку цар је тражио мишљење четворочланог савета, који му је помагао у вршењу владарских послова. Чланови савета носили су титулу апу (apu) и одговарали су за управу над четири дела Царства на која је био подељен Тавантинсују. Гувернери покрајина са титулом тукрикук (tukriquq) налазили су се испод апуа. Обухватали су једну или више племенских заједница и били су задужени за главна места округа. Они су били представници цара пред месним становништвом, бринули су о одржавању путева, мостова, јавних здања, и сакупљали су добра произведена кулучењем. Повремено је и сваки тукрикук био подвргаван контролама да би се спречила злоупотреба великих овлашћења, која су овим чиновницима била дата. Чиновник зван кипукамајок (kipukamayoq) представљао је потчињено особље којим је тукрикук био окружен. Они су имали веома значајну улогу. Бележили су колико се робе износи и уноси у државна складишта. Сваки апу, тукрикук или кипукамајок припадао је етничкој групи која је основала Царство и која је самим тим имала одлучујућу улогу у пословима Тавантинсујуа. Та етничка група уклапала се у оквир једне државне бирократије. Њихова звања нису била наследна, и владар који их је доделио могао је у сваком тренутку да их промени или опозове. Чиновници нису били овлашћени да од људи под својом управом захтевају било каква давања у сопствену корист. Сва њихова плата била је царева захвалност. Насупрот царској бирократији налазили су се кураке- поглавице. Иако су извршавали цареве наредбе које му је преносио тукрикук, њихова улога се није сводила само на службу потчињених чиновника. Они су остајали ван домашаја бирократије стављајући себе изнад чиновника. Морали су да искажу верност владару када дођу на чело племенске заједнице. Владар им је тада потврђивао звање и смењивао га само у случају отворене побуне. Онај који је био означен као наследник кураке, углавном син или рођак, морао је да борави на царском двору као доказ да ће исказана верност бити одржана. Такође је као талац задржаван и главни вака племенске заједнице, који је представљао претка кураке. Цар је на тај начин контролисао кураке преко њихових потомака и наследника. Кураке су често од цара добијали жене или потчињенике, а заузврат су цару давали неку од својих кћери или сестара као другостепену супругу. Део добара произведених радом своје етничке групе симболично су предавали владару у корист државе сваке године. Он им је приређивао величанствен дочек и обасипао личним поклонима и робом коју су кураке делили у својој племенској заједници не би ли ојачали своју власт над њима и стекли већи углед код својих поданика.
Седиште царске власти био је град Куско. На почетку је то била неугледна варошица, а касније бива претворен у пространи космополитски град. Куско је на врхунцу свог сјаја имао и више од 60.000 становника. Најбитније здање у граду, а и у читавом Царству био је храм Сунца или Кориканћа (Qorikancha). Цареви су током своје владавине доста улепшавали и даривали овај храм. Куско је представљао неку врсту микрокосмоса у коме се одражавало Царство чију је главу он представљао. Уједно је био и политичка и верска престоница, јер је и сама власт била сакралног карактера. „Куско је био место где су се богови, посредством цара, указивали човечанству“.

## Друштво
Друштво Инка било је пирамидалног облика. На врху се налазило племство, које су на првом месту, чинили цар, која (coya),његова супруга, и његова деца. Цар је био син Сунца, човек-бог, рођен да би владао народом Кећуа. Представљао је средиште теократске и деспотске владавине, а његова мисија је била присвајање свих покорених народа и кећуизација њиховог становништва. Затим је следило племство по крви које су чинили свештеник, војник и амаута (amauta). Они су сносили велики део одговорности за државу, а своје образовање су стицали у Јаћајуаси (Yachayuasi) односно Кући знања, под управом амаутаса то јест учитеља. Њих је следило племство по заслугама које су представљали краљеви и куракас (curacas), који су свој живот подредили цару, или су то пак били људи из народа који су због неке посебне услуге држави заслужили племићку титулу. Уживали су велике повластице, а истицали су се по великим минђушама, због чега су били прозвани великоухи.
Народ је чинио остатак становништва и они су били подељени на Атун Рунас (Hatun Runas), или људе из народа, који су морали да нађу начина да буду од користи. Митимаес (Mitimaes), групе Атун Рунаса, који су са све породица и свиме што су поседовали били премештани у област коју би цар освојио. Слао их је како би завели ред и установили добре обичаје, били као колонизатори. Јанаконас (Yanaconas) су били наследне слуге у служби цара и Сунца.
Постојале су разлике и у облачењу. Мушка одећа састојала се од тунике и огртача. На глави је носио капу, а тело је украшавао наруквицама, прстењем и цртежима. Жена је имала дугачку хаљину, а преко рамена мало платно за ношење терета које се звало љикља (lliclla) и које је прелазило преко груди, закачено једном иглом или тупуом (tupu), њеним јединим украсом. Жене су помагале својим мужевима у земљорадњи, водиле су рачуна о одржавању куће, преле су и ткале вуну, коју им је давала држава.
Што се цара тиче он је носио љауто (llauto), дебелу траку од шарене вуне, која је неколико пута обавијана око његове главе и служила је за прикупљање његове косе. У њу је стављано перје птице коракенке (coraquenque), свете птице Инка и маскапаића (mascapaicha), реса од црвене вуне. Цар је имао топајаури (topayauri), златни скиптар и ћампи (champi), ратно оружје које се састојало из једног копља, које се завршавало златном секиром или батином.

### Ајљу
Ајљу (Ayllu) је представљао основу друштвеног система. Чинила га је нека врста заједнице, којој су припадали сви чланови који су се сматрали уједињени извесним родбинским везама, јер су потицали од заједничког претка кога су претварали у бога заштитника. Вођа ајље био је курака (curaca), углавном старац, који је заједно са војсковођом представљао везу са владом и који је био задужен да мушкарце из ајље поведе у рат. Курака је морао да прави прерасподелу земљишту, да прикупља намете и да организује обавезне послове, које је налагао цар.
Ајљуи су се окупљали око обрадиве земље и делили су заједничку територију, чији је власник био цар. Сваки човек добијао је један тупу (tupu) или топо (topo), парцелу земље, и пола тупа за супругу. Племићи су полагали право на више земље у сразмери са бројем жена које су имали.

### Образвовање и васпитање
Образовање и васпитање су се стицали у Кући знања, наставном центру племићке класе, коју су похађали само мушкарци. Људи из народа нису могли да уђу у овај центар. Студије су трајале четири године, а учио се језик, религија, тумачење кипуса (quipus) и историја царства, повезана са војном вештином. За образовање је био задужен амаута, учитељ или учен човек, зван Јаћаћик (Yachachic), или господар основних спознајних тајни културе Кећуа. Да би олакшали учење које се стицало у облику рецитација, ту је био аравику (haravicu) или народни песник.
Акљауаси (Acllahuasi) је био центар за образовање и васпитање одабраних жена, које су служиле Сунцу и цару, а звале су се Акљас (Acllas). Учитељица је била Мамакуна (Mamacuna), која је девојке подучавала кућним пословима или свештенству. Постојало је и народно васпитање које је било у рукама родитеља или стараца.
Моралне норме које су поставили цареви, народу су служиле као смернице у понашању. Биле су једноставне и практичне, а заснивале су се на истини: Ама Љуља (Ama Llulla), не буди лажљив; Ама Суа (Ama Sua), не буди лопов и Ама Кеља (Ama Quella), не буди лењ. Били су забрањени и прељуба, убиство, абортус, непослушност, проституција, итд.

### Религија
У култури Инка постојало је веровање да се једном краљевићу јавио у сну дух који му је испричао да ће се појавити божји изасланици који ће спасити Инке од тираније једног владара. Дух је краљевићу дао опис божијих изасланика рекавши да имају браду и да носе одећу која им прекрива цело тело, што је било чудно за Инке који су били ћосави и нису покривали одећом цело тело. Дух је изасланике назвао Виракоћа. Касније када су Шпанци напали Инке, овај народ у њима је видео давно ишчекивана божанства која ће им помоћи у борби против владара тиранина Атахуалпе. На тај начин су Шпанци добили име синови Виракоће, а Инке су их поштовали као божанства иако ће касније Шпанци бити кривци за пропаст њихове цивилизације.
Инке су веровале у једно божанство које је створило човека и свет, Виракоћа или Уиракоћа. Према легендама тврди се да је ова личност створила човека од камена и да је направила сунце.
Сунце, звано Инти, било је њихов Отац зато су они чували име Деца Сунца. Његов храм у Куску (шп. Cuzco) био је Кориканћа, представљан је кипом или златним диском. Приношење жртава богу Сунцу за Инке је био посебан ритуал који су обављали са пуно поштовања јер је ово божанство било најважније за културу и религију Инка. Обично су на жртвеник приношене домаће животиње као што су перната живина и зечеви. Инке су богу Сунца приносили и разне врсте поврћа, као и напитке и одевене предмете. На крају обреда подизали су главу према небу и упућивали пољупце Сунцу у знак захвалности за сву добробит коју им је ово божанство пружило. Обожавали су и друге богове, као што су: месец, муња, звезде, дуга, плодност, земља и море. Славили су и светилишта (huacas).
Карактеристично за Инке је било да приликом смрти нису приносили људске жртве богу нити су јели људско месо. У држави Инка је то било строго забрањено и по томе су се разликовали од осталих народа и племена која су живела у то време на просторима Јужне Америке. Инке тешке болести нису доживљавали као казну већ као прилику да се што пре сједине на небу са својим божанством, па самим тим смрт за њих је била само средство помоћу којег би успели то да остваре.
Обред приношења жртве у главном граду обављали су свештеници који су према правилу морали бити краљевског порекла (свештеник је морао бити краљев брат, стриц, или неко од ближих рођака). У провинцијама је био другачији случај, свештеници који су вршили обреде у храму бога Сунца били су рођаци поглавица провинција, али морао је постојати и главни свештеник краљевске крви да би се обреди могли обављати на исти начин као и у главном граду.
Виљак Уму био је врховни свештеник који је управљао религијом, а његово име значило је врач или чаробњак, јер осим што је био мудар, могао је да предсказује будућност и да тумачи снове. Свештеници су водили рачуна о времену, на основу неке врсте камених сатова, који су одржавали сенку у складу са положајем Сунца и због тога се може тврдити да је ова религија била повезана са науком.
Када су се доносили закони у краљевини Инка, било је устаљено правило да се сви новонастали закони приписују првом Инки, Манко Капаку. На тај начин би закони имали ауторитет пошто је личност Манко Капака била веома поштована код Инка. Веровало се да је бог Сунца првог Инку поучио законима према којима треба да се врше обреди и управља државом. Пошто Инке нису имале писмо помоћу којег би записали законе и преносили их потомцима, свака следећа генерација постављала је своја правила и управљала државом на свој начин, али су сви опет тежили томе да говоре да сви закони потичу од првог Инке.
Инке су прослављали многе празнике, праћене песмом, поезијом, музиком и игром. Њихов најважнији верски  празник био је Инти Рајми или празник у част Сунца, њиховог бога. Веровали су у загробни живот, добри духови одлазили су на небо, где су били покрај богова, па су постајали заштитници својих породица.

## Култура

### Књижевност и музика
Цивилизација Инка је имала развијену не само усмену већ и писану књижевност, која се може поделити на ону која је била намењена званичним прославама и на књижевност која је представљала интимни доживљај целокупне заједнице. Језичко стваралаштво Инка обухвата поезију, прозу и позориште.
Поезија се може поделити на епску и лирску. Епска поезија је била популарна на многим свечаностима које су одржаване у част богова или самог владара. Узимала је за теме древне, помало заборављене, догађаје као и неразјашњена питања о пореклу света и човека. Славила је богове, певала о јунаштву појединаца и величала победе владара. Епска поезија може се поделити на:
1.	планинске спевове:
„Мит о Пакаритампуу“, „Јуначка дела Инка“ и др.
2.	обалско-планинске спевове:
„Мит о стварању или о Иља-Тики-Виракоћи“, „Легенда о Тумбесу“
3.	обалске спевове:
„Мит о Кону“, „Мит о Вићами“, „Легенда о Најлампу“ и др.
Учитељи који су тумачили овај вид поезије називали су се amautas.
Лирска поезија је била одраз најискренијих људских осећања и због тога је била извођена у мањем кругу људи, а не на свечаностима. Обојена је сетом, болом, али и љубављу, усхићењем. У њој су била садржане емоције читаве заједнице и била је посвећена сетви, жетви, обожавању земље. Песници лирике називали су се haravicu или haravec. Они нису обраћали пажњу на метрику песме нити на риму. Оно што је настајало у виду стихова и риме било је потпуно спонтано и природно. Најбројнији су стихови са пет слогова, али има и оних од четири или шест. Инкаичка поезија се може поделити на:
1.	хорску лирику (haylli )-весела песма која је славила победу, а која је извођена уз песму и плес такис (taquis)
2.	интимну лирику (harawi )-интимна поезија коју су изводили песници (haravicus)
Проза је била поучног карактера и чиниле су је басне, приче и изреке.
Многи сматрају да позориште као засебна врста књижевности није ни постојало, већ тврде да се развило из епског стваралаштва, које је било популарно на дворовима и на формалним прославама. На тај начин су се, захваљујући учитељима епике (amautas), стварале комедије и трагедије, које су приказиване пред царевима и господом. Позориште је, баш као и проза, имало дидактички карактер, тј. његов циљ је био оплемењивање људи, а представљало је својеврстан спој религије и херојства. Постојало је и комично позориште које је било инспирисано баснама и саркастичним песмама. Велики број представа извођен је за време највећег инкачког празника, посвећеног богу Сунца — Inti Rajmi. Најпознатије драме су „Ољантај“ или „Апу Ољантај“, „Ускар Паукар“ и „Најбогатији сиротан“.
Чињеница је да се читава књижевност поменутог народа не може замислити без утицаја музике. Музика је, свакако, имала велики удео у свим књижевним врстама, а нарочито у лирици. Од удараљки користили су се бубњеви, чинеле, звечке од глине и злата, а познавали су и дувачке инструменте као што су трубе од печене земље или метала, свиралу (pincullo), кену (флаута од костију), звиждаљку и Панову фрулу (antara).

### Језик
Највеће језике царства Инка, кечуа и ајмара језик користи католичка црква при покрштавању тога подручја. Кечуа и Ајмира су зато остали као најраширенији индијански језици. Легенде о Инкама су послужиле као инспирација побуњеницима. тако се Тупак Амару II побунио 1780 против Шпанаца, а садашњи герилски покрети су Тупак Амару револуционарни покрет и Сендеро Луминозо у Перуу и Тупамароси у Уругвају.

### Посуђе и текстил
Инке су биле веома веште у прављењу глинених посуда разних величина и облика. Посуде су прецизно украшаване и осликаване. Црна, бела, црвена, жута и наранџаста боја је доминирала. Преовладавали су геометријски облици попут троуглова, ромбова, кругова и крстова, а понекада су се јављали и неки цртежи птица, инсеката или папрати. Арибало је био типичан облик посуде. То је суд округлог тела, дугог врата, који има отвор са развученом и глатком ивицом. Са стране се налазе дршке кроз које се провлачио каиш како би се суд лакше носио преко рамена. Ове посуде су се користиле за ношење течности, углавном воде, али и ферментисаног пића од кукуруза које се називало ћића (chicha).
Тањири су били округлог облика, али су имали продужене дршке, па су су подсећали на тигање. Такође су прављени од печене глине.
Чаше од дрвета, називане керос, служиле су у церемонијалне сврхе. Биле су веселих боја као што су зелена, плава, црвена и жута и биле су украшаване мотивима који су представљали геометријске, биљне, људске и животињске облике. На њима су осликаване сцене из свакодневног живота.
Производња текстила је такође била развијена. Имали су на располагању разне врсте тканина. Разнобојну вуну су добијали од алпаке, ламе и викуње. Вуну су бојили пре него што би је испрели. Неке друге тканине су добијали од ситног перја, које су уплитали у вунене тканине. Користили су и зрна од злата и сребра која се зову ћакирас (chaquiras). Правили су ћилиме и покриваче. Осим вуне, често су користили и памук у својим тканинама.
Сви ови предмети, иако су прављени у утилитарну сврху, имају уметничку вредност.

## Архитектура
У планинским крајевима Инке су као главни грађевински материјал користиле камен, док се у приморској архитектури искључиво користила цигла сушена на сунцу (адобе).
Храмови и дворци су углавном грађени у једном нивоу, а основа је била правоугаоног облика. Архитекте су правиле макете које су зидарима служиле као нацрт, камење је довлачено из каменолома (углавном андезит), а за његово клесање и глачање коришћене су бакарне и бронзане алатке као и мокри песак. Кров су правили од сламе, а понекад су зидали и лажне сводове. За разлику од многих других индијанских племена, Инке су раздвојиле архитектуру и скулптуру, па се на њиховим масивним грађевинама тек понегде могу пронаћи фигуре змије, ламе или пуме.

### Куско
Главни град Инка звао се Куско (шп. Cuzco) што значи центар или пупак света. Познат је још и под називом „Град Сунца“. Налазио се у јужном делу централног Перуа, високо у Андима на висини од 3400 m. Основан је у 11. веку, а шпански освајач Франсиско Писаро га је освојио 1533. године.
Куско је био велики град који је изазивао страхопоштовање, а највећи део је изградио цар Паћакути Инка (Pachacuti Inca). Централни део града заузимао је Храм Сунца који су звали Куриканће. Храм је био изграђен од злата и сребра, и био је посвећен богу Виракоћи, али се у њему такође славио и култ месеца, звезда и сунца.
Куско је био великих размера и у њему је живело чак 300.000 становника. Град је саграђен у смеру северозапад-југоисток. Горњи град (Hanan Cuzco) заузима северозападно подручје, а доњи град (Hurin Cuzco) југоисточно. По средини града налазила се поплочана улица која је делила град на четири подручја која су симболизовала четири царске покрајине. У средишту се налазио обредни трг Хуакапата (Нuacapata). Кроз град су се протезале узане и дуге уличице, а куће су биле углавном од необрађеног камена који се савршено уклапао па није било потребе за коришћењем малтера. Врата су најчешће имала облик трапеза.

### Мачу Пикчу
Мачу Пикчу (шп. Machu Picchu) је древно утврђење Инка смештено између два оштра врха планинског ланца Урубамба, на Андима на висини од 2350 m. У близини се налази Куско.
Изграђен је око 1300. године и сматрао се светим градом Инка.
Мачу Пикчу је промакао Шпанцима и откривен је тек 1911. год. Пронашао га је амерички истраживач Хирам Бингам. Овај град је један од ретких претколумбовских градова који је пронађен скоро нетакнут. Обухвата област од 13 km² на којој се налазе храм и утврђење. У овом граду се међу рушевинама могу видети остаци палата, храмова, мостова, опсерваторијума, гробова...
Мачу Пикчу није био град у класичном смислу јер нису пронађени остаци бирократске управе, трговине или војних утврђења. Верује се да је грађен као царски посед и религијско уточиште или као тајни церемонијални град.
Смештен је усред бујне вегетације коју наводњава река и има око две стотине грађевина смештених по терасама и распоређених око великог средишњег трга. Град је подељен на уске и издужене четврти које максимално искоришћавају простор. Постоје и терасе изван насељеног дела које имају канале за наводњавање. На висини у средишту града налази се гранитни монолит, који је можда био жртвеник, карактеристичан за Инке, а можда и опсерваторија. Зидине Мачу Пикчуа изграђене су од оријашких блокова камена.
Инке су подизали своје градове од великих камених блокова тако прецизно исклесаних да су међусобно приањали без везива. Од 1983. год. је под заштитом Унеска као споменик светске културне баштине.

## Наука
У царству Инка, веома значајне биле су филозофија, космологија, астрономија, календарска астрономија, историја, географија, медицина и право.
Филозофија је била заокупљена боговима, универзумом и животом.
Космологија је потицала од бога Виракоће, ствараоца света, који је употребио три елемента за стварање света: воду, земљу и ватру. Земља је била извор живота.
Према Инки Гарсиласу де ла Веги (шп. Garcilaso de la Vega), свет се делио на три дела: Анан Паћа био је горњи свет, небо на којем је владао бог Виракоћа, сунце, месец и друга божанства и где су ишли добри кад умру, али не као духови, већ као људска бића. Други су звали Урин Паћа, или доњи свет, свет распадања, привремено боравиште, у којем су живели људи или рунас. Трећи део звао се Уку Паћа, средиште земље куда су ишли зли, одговарао је паклу.
Астрономија је била у рукама филозофа астронома, који су открили планету Венеру, комете (пролазак комете предсказивао је епидемије, глад или ратове), помрачења (нарочито се страховало од помрачења јер су она представљала опасност за читаво човечанство), муњу, дугу, сунце, месец, звезде и сви су имали свој митолошки облик. Створили су опсерваторијуме зване сукана (sucana), који су били коришћени за утврђивање сунчевих прекретница и равнодневница. Опсерваторијуми су се налазили на брдима. Направили су сунчане часовнике, зване интиуатанас (intihuatanas). Интиуатанас се састојао од једног каменог стуба постављеног на равној површини од чистог материјала, који је одржавао сенку у складу са положајем сунца. Имали су календар повезан са земљом. Установили су сунчану годину, коју су звали уата (huata), месец под именом киља (quilla), петнаестодневницу или ћектакиља (chectaquilla), недељу или кауна (kahuna), дан или пункау (puncau), ноћ или тута (tuta) и сат звани уајкуће (uaycuche). Година се састојала од дванаест месеци. Имена месеци углавном су повезана са пољопривредним радовима: обрадом и засејавањем земљишта, сазревањем плодова и њиховим сакупљањем. Сваког месеца одржавале су се одређене прославе. Месец је својим положајем на небу најављивао оплођујућу кишу или пак сушу чија је последица била глад. Сваком месечевом меном почињао је период који је био повољан за неке делатности, а неповољан за друге.
Историја је била исписана на кипусима, где су водили рачуна о списку царева који су владали царством, ратовима, победама. Историчари су били амаутас (amautas) и кипукамајокс (quipucamayocs).
| Децембар  | Рајми ()        | Хуарачикуј, обред стицања зрелости код младих људи. |
| Јануар    | Камај ()        |                                                     |
| Фебруар   | Катун пукуј ()  |                                                     |
| Март      | Пача Пукуј ()   |                                                     |
| Април     | Аривакис ()     |                                                     |
| Мај       | Катун куски ()  | Берба                                               |
| Јун       | Авкај куски ()  | Интип рајмин, светковина посвећена божанству Сунца. |
| Јул       | Чава хуаркис () |                                                     |
| Август    | Јапакис ()      | Сетва                                               |
| Септембар | Која рајми ()   | Ситва (Sitwa), обред уклањања нечистоће и болести.       |
| Октобар   | Ума рајми ()    |                                                     |
| Новембар  | Ајамарка ()     |                                                     |

Према документима чији су аутори Поло де Ондегардо (шп. Polo de Ondegardo), Кабељо Валбоа (шп. Cabello Valboa) и Муруа (шп. Murúa).